# Citrus wakonai
Espèce
Citrus wakonai est un agrume endémique de l'ile Goodenough, en Papouasie-Nouvelle-Guinée, décrit en 2010 par Paul I. Forster et Malcolm W. Smith. Son nom local en langue iduna des Vivigani est Kamokuku dans le dictionnaire iduna-anglais(ou kamakuku chez Smith), mot qui désigne indistinctement C. wokanai et C warburgiana, c'est la seule langue qui a un nom pour lui.

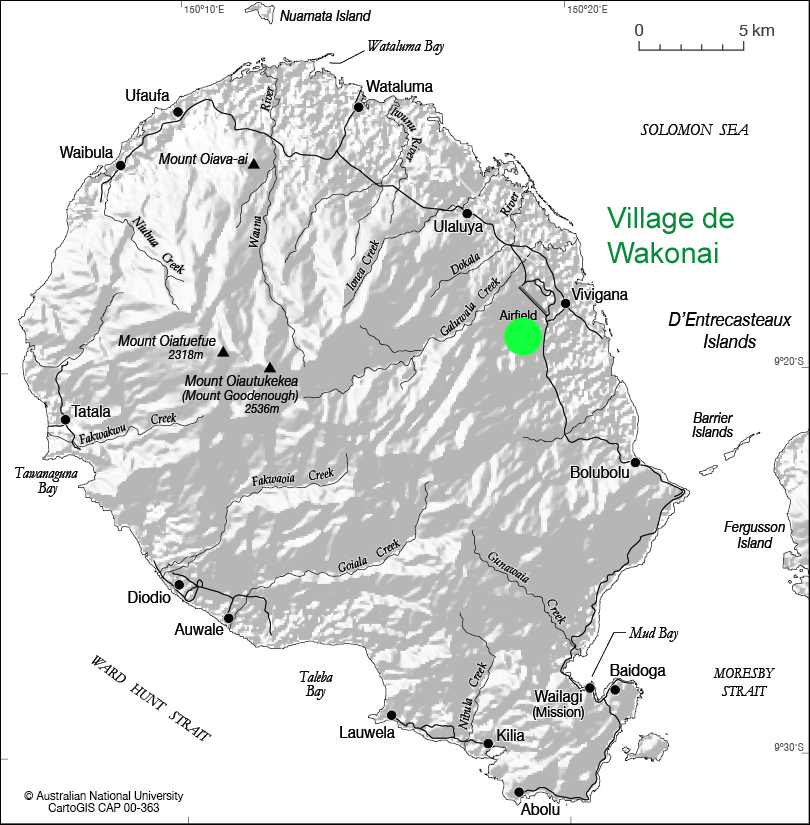
La découvert de C. wakonai a été faite à l'ouest du village de Wokonai sur l'ile Goodenouth dans une forêt tropicale humide.

## Taxonomie
Citrus wakonai P.I.Forst. & M.W.Sm (2010) est le nom accepté sans synonyme.
Ce nom vient du village de Wakonai (9°31' sud, 150°30' est) prononciation wókanï, où il a été découvert (Vallée d'Utamodi), Ile Goodenough dans la forêt tropicale entre 900 et 1 500 m d'altitude. Leonard  Brass l'avait collecté lors de la 4e expédition d'Archbold en Nouvelle Guinée en 1953, les spécimens étaient conservés au Queensland Herbarium (Brisbane). Malcolm Smith, aidé des notes de Brass retrouve la plante lors d'un voyage en 2000. Il en donne la description en septembre 2008 et crée l'espèce par comparaison des agrumes locaux C. wintersii et C warburgiana.
Les auteurs pensent que l'espèce nouvelle a divergé de C warburgiana il y a 2 millions d'années avec la remontée du niveau de la mer et la formation des îles d'Entrecasteaux.
Le français Sylvain Jousse (2014) donne des photographies prises in situ de l'arbre, des feuilles et du fruit.

### Phylogénie
Malcolm Smith note dans sa description de l'espèce qu'elle est interféconde avec C. australis, C. australisica, C. garrawayi, C. glauca, C. inodora, C. reticulata, C. sinensis, les hybrides sont féconds. La phylogénie détaillée n'est pas connue, il suspecte C. wakonai d'appartenir à la paire C. warburgiana et C. inodora de l'arbre phylogénétique de Bayer, David Mabberley et al. (2009).

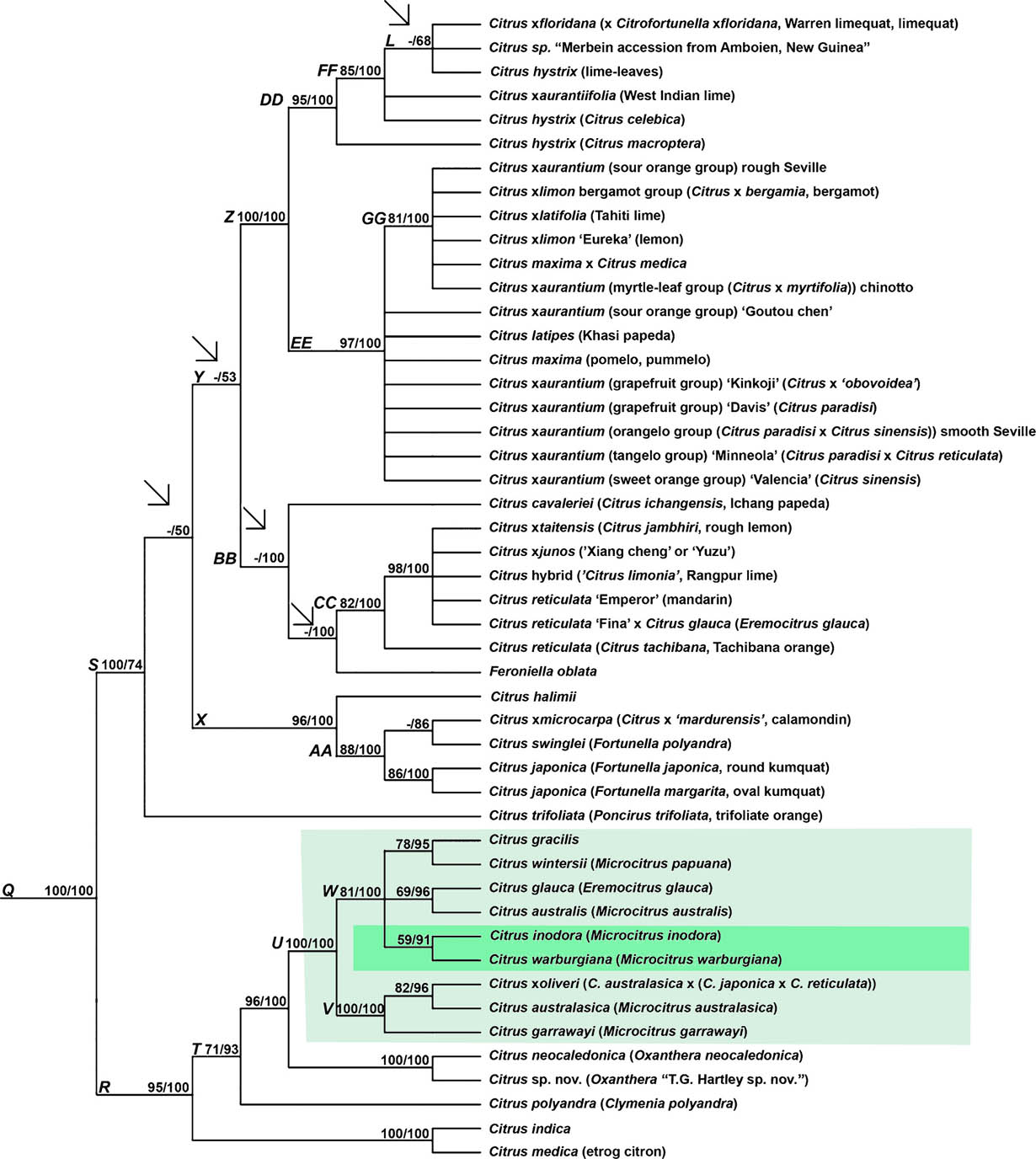
Malcolm Smith classe C. wakonai avec C. warburgiana et C. inodora (en vert soutenu) dans le clade des agrumes d'Océanie (vert clair)

Dans la thèse de Carles Borredá Fernández (2021) il est dans le clade océanique qui comprend tous les échantillons d'Océanie (Microcitrus, Eremocitrus, Clymenia, Oxanthera et C. gracilis) aux côtés d'un clade d'Asie du Sud-Est (C. maxima, C. medica, C. indica, C. macroptera et C. micrantha) et d'un clade chinois (C. reticulata, C. mangshanensis, C. ichangensis, C. halimii et Fortunella spp.). L'auteur écrit «les espèces néo-guinéennes, C. wakonai, Microcitrus papuana et Microcitrus warburgiana se sont toujours regroupées avec une proximité génétique de 90%, mais leur position par rapport aux autres limes australiennes est moins claire».

### Descendance
La station de recherche de Bundaberg, en Australie a produit des hybrides intergénériques entre Citrus wakonai et Atalantia ceylanica, Citropsis gabunensis (une espèce africaine dont les baies ont un gout agréable), Hesperethusa crenulata et Severinia buxifolia. Un programme d'obtention d'hybrides complexes (Extreme hybrids) dans le quel C. wakonai intervient systématiquement a abouti en 2024 à une collection de porte-greffe prometteurs avec des résistances à certains virus. 

## Morphologie
L'arbre en d'environ 6 m de hauteur, écorce liégeuse, cespiteux, courtes épines de 3 à 6 mm. Feuilles de 2 à 6,5 cm à pétiole non ailé, fleur solitaire à 5 pétales et 5 à 6 pistils.
Le fruit obovoïde mesure 4 à 6,5 cm de long et 2,2 à 2,5 cm de diamètre, il est jaune-vert à maturité, la peau est granuleuse. La pulpe jaune pale est qualifiée de sans intérêt par Smith, elle est comestible mais un peu aigrelette, les vésicules à jus sont allongées et fusiformes.

### Un agrume à phase juvénile extrêmement courte
La floraison apparait 144 jours après le germination de la graine, autrement dit à 5 mois. Cette brièveté est supérieure à celle de C. wintersii dont le semis demande 14 mois pour fleurir. Cette remarquable propriété n'a pas été exploitée, la plante dit Smith est très sensible au CTV.